# 米町公園
米町公園（よねまちこうえん）は、北海道釧路市にある公園。

## 概要
釧路発祥の地である米町の高台にある。当初は児童公園として都市計画決定されたが土地区画整理事業により公園区域が変更となり、1988年度（昭和63年度）から市内唯一の特殊公園（歴史公園）として再整備した。灯台の形をした展望台からは釧路港を眼下に見下ろすことができ、晴れた日には摩周岳や斜里岳、日高山脈の山々を見渡すこともできる。公園内のトイレは明治・大正期にあった劇場「共楽座」の外観をモチーフとしている。
公園の向かいには釧路最古の木造民家で、釧路にゆかりのある石川啄木の資料を展示している「米町ふるさと館」がある。

## 施設
- 展望台
- 歌碑（石川啄木）

## 周辺
- 米町ふるさと館
  - 1989年（平成元年）開館。木造瓦葺き2階建の町家造。
- 釧路市米町児童センター
- 厳島神社
  - 釧路護国神社

## 参考資料
- “釧路市都市公園条例施行規則”. 釧路市例規類集.  釧路市. 2015年12月17日閲覧。
- “釧路市の公園・緑地” (PDF).   釧路市 (2008年). 2015年12月19日閲覧。
- “釧路の古築を訪ねてみる（2） 米町ふるさと館（旧田村邸）”. 北海道ファンマガジン.   PNG Office (2013年4月2日). 2015年12月20日閲覧。